# جبريل رويز
جبريل رويز (بالإسبانية: Gabriel Ruiz)‏ (23 يناير 1980 في الأرجنتين - ) هو لاعب كرة قدم أرجنتيني في مركز الدفاع. لعب مع تيرو فيديرال وخميناسيا خوخوي ونادي ليبرتاد ونيولز أولد بويز وهكا ويونيون دي سانتا في وتاليريس كوردوبا وUnión de Sunchales ‏ وDeportivo Maipú ‏ وArgentino de Mendoza ‏ وGuillermo Brown de Puerto Madryn ‏.

## وصلات خارجية
- جبريل رويز على موقع قاعدة بيانات كرة القدم.إي يو (الإنجليزية)
- جبريل رويز على موقع Soccerway.com (الإنجليزية)